# Cantor ou Impostor?
Cantor ou Impostor? é um programa de televisão português baseado no formato sul-coreano I Can See Your Voice. Neste programa, os influenciadores em conjunto de um concorrente VIP tentam descobrir se os concorrentes são cantores realmente talentosos ou se são impostores, baseando-se apenas na sua aparência. Estreou a 17 de julho de 2022 na SIC, com a apresentação de Cláudia Vieira.
Seguindo o sucesso de A Máscara, a Impresa adquiriu formalmente os direitos em fevereiro de 2022 para produzir uma adaptação portuguesa do formato sul-coreano I Can See Your Voice como parte da programação comemorativa do 30º aniversário da SIC, ficando a produção do programa encarregue à produtora Warner Bros. TV Portugal.
Estaria prevista uma segunda temporada para 2023, mas por motivos desconhecidos o programa acabou por ser cancelado ao fim de 8 episódios em 2022.

## Formato

### Mecânica
Apresenta em cada episódio um grupo de sete "cantores mistério" constituído por cantores e impostores, que terão de atuar de forma a que um concorrente VIP e os influenciadores – um deles é um(a) músico(a) português que roda a cada episódio – se mantenham na dúvida entre quem de facto canta e quem é impostor.
O objetivo deste formato é que um dos cantores mistério chegue ao final do episódio como um verdadeiro cantor e para isso, ronda após ronda, serão eliminados aqueles que se julgam serem impostores. No final do episódio, o último cantor mistério é revelado como cantor ou impostor a partir de um dueto único – o Dueto Final – com o convidado especial.
Por cada impostor que elimine, o concorrente VIP acumula 1000 euros, mas caso elimine um bom cantor, não acumula o valor da ronda. Antes do Dueto Final, pode optar por garantir o valor que tiver acumulado até então ou ir a jogo. Neste caso, se o último cantor mistério for um impostor, o concorrente VIP perde o que acumulou até então; mas se o último cantor mistério for cantor, então o concorrente VIP dobra o valor acumulado. 

### Rondas
Cada episódio apresenta um concorrente VIP e os influenciadores com sete cantores mistério cujas identidades e vozes são mantidas escondidas até serem eliminadas para se apresentar no "palco da verdade" ou permanecer no final para realizar o Dueto Final.
1. Primeiras impressões

O concorrente VIP e os influenciadores têm algum tempo para observar e examinar cada cantor de mistério com base na sua aparência.
2. Sincronia labial

Os cantores mistério são divididos em dois grupos de três e participam de uma performance de sincronização labial de grupo.
3. Verdadeiro ou falso?

O artista convidado e o concorrente VIP assistem a um vídeo no qual um dos cantores mistério à sua escolha discute a sua vida e qualificações musicais.
4. Interrogatório

O artista convidado e o concorrente VIP podem fazer perguntas aos cantores de mistério restantes. Os cantores são obrigados a dar respostas verdadeiras, enquanto os impostores devem mentir.
5. Voz secreta

O cantor mistério faz playback com a gravação do cantor, então a gravação de um impostor vem no meio da atuação.

### Influenciadores e apresentadora
O grupo fixo de influenciadores é constituído pelo apresentador João Manzarra, pela atriz e apresentadora Débora Monteiro e pelo apresentador e ator Rui Unas. Conta também com um influenciador rotativo em cada episódio que faça parte da indústria musical portuguesa. A apresentadora é a Cláudia Vieira.

## Episódios
| Episódio | Episódio              | Influenciador convidado/a | Concorrente VIP          | Cantores mistério                                | Cantores mistério                     | Cantores mistério                        | Cantores mistério                     | Cantores mistério                         | Cantores mistério                          | Cantores mistério                      |
| #        | Data                  | Influenciador convidado/a | Concorrente VIP          | Ordem de eliminação                              | Ordem de eliminação                   | Ordem de eliminação                      | Ordem de eliminação                   | Ordem de eliminação                       | Ordem de eliminação                        | Vencedor                               |
| #        | Data                  | Influenciador convidado/a | Concorrente VIP          | Primeira impressão                               | Sincronia labial                      | Sincronia labial                         | Verdadeiro ou falso?                  | Interrogação                              | Voz secreta                                | Vencedor                               |
| -------- | --------------------- | ------------------------- | ------------------------ | ------------------------------------------------ | ------------------------------------- | ---------------------------------------- | ------------------------------------- | ----------------------------------------- | ------------------------------------------ | -------------------------------------- |
| 1        | 17 de julho de 2022   | Rita Guerra               | Bárbara Guimarães 6.000€ | 7. Célia Teixeira (Cavaleira)                    | 2. Carlos Carriço (Empregado de mesa) | 5. Gilma Santos (Vendedora de legumes)   | 6. Arménio Pimenta (Guarda-redes)     | 4. Marco Amaral (Barbeiro)                | 1. Daniela Sá (Secretária)                 | 3. Luísa Amorim Jornalista             |
| 2        | 24 de julho de 2022   | Pedro Tatanka             | João Baião 8.000€        | 2. César Augusto (Bibliotecário)                 | 3. Rodrigo Marinho (Estafeta)         | 6. Daniela Gonçalves (Nadadora)          | 7. Tomás de Almeida (Escultor)        | 4. Teresa Monsanto (Maquilhadora)         | 1. Nádia Mendez (Instrutora de zumba)      | 5. Nuno Casais Motard                  |
| 3        | 31 de julho de 2022   | Anselmo Ralph             | Melânia Gomes 3.000€     | 7. Vasco Pinto (Mecânico)                        | 3. André Mexia (Pescador)             | 1. Manel Pedro Silva (Guia turístico)    | 2. Ana Patrícia Sanganha (Professora) | 4. Maria Duarte (Pin-up)                  | 5. Nuno Mendes (Cozinheiro)                | 6. Inês Guedes Enfermeira              |
| 4        | 7 de agosto de 2022   | Ana Bacalhau              | César Mourão 8.000€      | 3. Carlota David (Ginasta)                       | 2. Francisco Ribeiro (Cientista)      | 5. Luísa Trevo (Estudante universitária) | 1. Siobhan Fernandes (Cabeleireira)   | 6. Rebeca Reinaldo (Pintora)              | 7. Renato Santos (Ciclista)                | 4. Nelson dos Anjos Jardineiro         |
| 5        | 14 de agosto de 2022  | Miguel Gameiro            | Andreia Rodrigues 3.000€ | 2. Maria Flor (Professora de EF)                 | 3. Mariana Mateus (Fotógrafa)         | 5. Wellington Amaral (Mestre de yoga)    | 4. Ângelo Luis (Farmacêutico)         | 7. Beatriz Jacinto (Florista)             | 6. Ana Ferreira (Veterinária)              | 1. Joana Pacheco Militar               |
| 6        | 21 de agosto de 2022  | Sónia Tavares             | Almeida Nunes 8.000€     | 3. Francisco Oliveira (Jogador de polo aquático) | 1. Ana Penteado (Personal trainer)    | 5. Bia Archer (Advogada)                 | 6. Rui Leitão (Agricultor)            | 4. Veronica Haluzynska (Designer de moda) | 7. Martinho Carvalho (Assistente dentário) | 2. Rui Serrinha Escoteiro              |
| 7        | 28 de agosto de 2022  | José Cid                  | José Figueiras 10.000€   | 6. Duarte Carrasco (Jogador de golfe)            | 4. Sérgio Oliveira (Palhaço)          | 7. Ana Ribeiro (Psicóloga)               | 5. Filipa Saavedra (Esteticista)      | 3. Ângela Silva (Acrobata)                | 2. Sandra Nunes (Operadora de caixa)       | 1. Ricardo Luiz Empresário             |
| 8        | 4 de setembro de 2022 | Ivo Lucas                 | Diana Chaves 0€          | 4. Valentina Saraiva (Excursionista)             | 1. Elsa Gomes (Taxista)               | 6. Raissa Bhering (Modelo)               | 2. João Miguel (Patinador)            | 7. Madalena Silva (Surfista)              | 3. Giulia Silva (Assistente de bordo)      | 5. Selma Rodrigues Terapeuta holística |